# Воссуг ад-Даулі
Мірза Хасан-хан Воссуг ад-Даулі (перс. حسن وثوق; 1 квітня 1868 — 3 лютого 1951) — перський державний та політичний діяч, двічі обіймав посаду прем'єр-міністра країни.

## Кар'єра
Обіймав різні міністерські пости, зокрема був міністром закордонних справ. Двічі очолював уряд. У 1942–1943 роках був послом Ірану в Туреччині.
За часів свого прем'єрства сприяв інтересам Великої Британії щодо впливу на Персію. Одночасно не бажав, щоб його країна залежала від СРСР.